# セルジオ・コラッツィーニ
セルジオ・コラッツィーニ（イタリア語:Sergio Corazzini、1886年2月6日 - 1907年6月21日）は、イタリア王国ローマ出身の詩人。病気で弱った体に絶望し、1907年に肺結核によって21歳で夭折するまでの人生を悲哀で満ちた詩で綴り、自らを「泣きじゃくる少年詩人」や「全ての人間に見捨てられた子供」と自称した。
1904年から1907年までという短い期間に、同国の詩人グイド・ゴッツァーノやコラード・ゴヴォーニと共に「クレプスコラーリ」（日本語では「黄昏派」と訳される）と呼ばれる集まりの代表格に数えられ、1909年の死後に友人達によって『苦杯（L'amaro calice）』、『むだな小冊子（Piccolo libro inutile）』、『散文詩片』などの詩が収められた代表作『叙情詩集（Liriche）』が刊行された。
イタリア文学者の河島英昭はコラッツィーニの詩を「黄昏派の中でも特にイタリア現代詩の出発点」と評している。

## 生涯
1886年2月6日、イタリア王国のローマに裕福な家庭の子として生まれるが、父の経済的な失敗によって瞬く間に貧乏人となり、高校に進学することができず通っていたローマの中学校を途中で退学してしまうという、不遇な前半生を送った。その後は没落した家を救うためにローマの保険会社に勤務した。
幼い頃よりフランスの詩人ポール・ヴェルレーヌやジュール・ラフォルグ、ベルギーの作家モーリス・メーテルリンク、ジョルジュ・ローデンバックらの詩に親しみ、特にフランシス・ジャムに関しては自らフランス語からイタリア語に詩を翻訳するほど傾倒していた。1904年、コラッツィーニが16歳の時に詩作を試みるようになり、最初の詩『Dolcezze』を書いたものの、1905年に入ると結核に苛まれ、ノチェーラ・ウンブラの療養所での入院を余儀なくされた。なお、コラッツィーニが発表した詩は『Pasquino de Roma』誌に掲載されていた。
1907年6月21日、ローマで肺結核のため満21歳で亡くなった。その後、1909年にコラッツィーニの友人達によって『苦杯（L'amaro calice）』、『むだな小冊子（Piccolo libro inutile）』、『散文詩片』などの詩が収められた『叙情詩集（Liriche）』が刊行され、以後コラッツィーニの代表作としてこれが知られるようになった。

## 作品
邦題があるものは邦題に従ったが、邦題がないものはイタリア語で記した。
- 1904年、『Dolcezze』
- 1905年、『苦杯（L'amaro calice）』
- 1905年、『Le aureole』
- 1906年、『むだな小冊子（Piccolo libro inutile）』
- 1906年、『Elegia Frammento』
- 1906年、『Libro per la sera della domenica』
- 1909年、『叙情詩集（Liriche）』